# Lissonotus rubripes
Lissonotus rubripes là một loài bọ cánh cứng trong họ Cerambycidae.